# Flæskesteg
Flæskesteg er en traditionel dansk madret af svinekød.
Flæskesteg kan laves af forskellige udskæringer såsom ribbensteg, kamsteg og nakkekam (nakkesteg).
Flæskesteg er tradition juleaften og til julefrokoster. Den er ikke fedtfattig, så den hører til den køligere del af året. Retten tilberedes med sprød svær og serveres med lun rødkål, brunede- og hvide kogte kartofler, brun sovs samt sødt og surt.
Sværen er en delikatesse og kan grilles for at blive ekstra sprød. Flæskesvær kan også nydes separat som en snack og er ofte hjemmelavet hos slagteren eller i supermarkedet.
Flæskesteg serveres ikke alene ved højtider. Den kan varieres på talrige måder og kan krydres eller marineres forskelligt. Stegningen kan foregå i gryde, airfryer, ovn eller på grill.

## Sandwich
Flæskesteg bruges også i sandwich. Den kan både findes hos diverse grillbarer og i stigende grad i gourmetvarianter som hos Meyers Køkken.

## Porchetta
Porchetta er en røget, saltet, italiensk flæskesteg tilberedt som rullesteg med flæskesvær og ofte på grill.